# Arquitectura de madera rusa

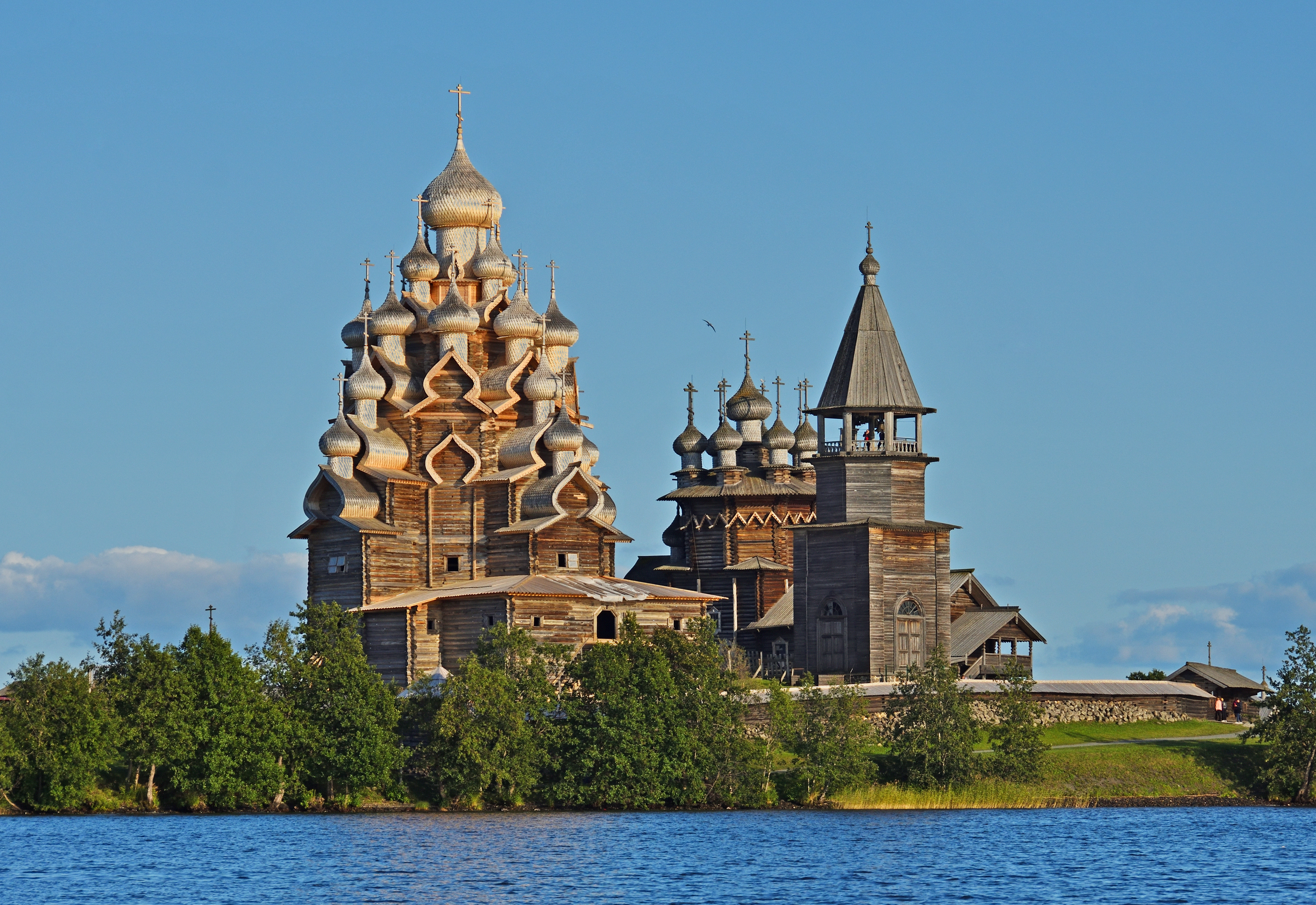
El Kizhi Pogost, un conjunto arquitectónico en Kijí (Karelia).

La arquitectura de madera rusa es un tipo de la arquitectura tradicional que se ha desarrollado en Rusia, que tiene características estructurales, técnicas, arquitectónicas y artísticas estables y pronunciadas, que están determinadas por la madera como material principal (arquitectura de madera popular, arquitectura de madera rusa antigua). A veces, este concepto incluye edificios de madera de arquitectura de estilo profesional, edificios eclécticos que combinan elementos de la arquitectura popular y profesional, así como intentos modernos de revivir las antiguas tradiciones de carpintería rusa. Es uno de los fenómenos más característicos de la cultura rusa y se encuentra distribuida desde la península de Kola hasta Rusia Central en los Urales y Siberia con una gran cantidad de monumentos  en el norte de Rusia.